# Wim van Liemt

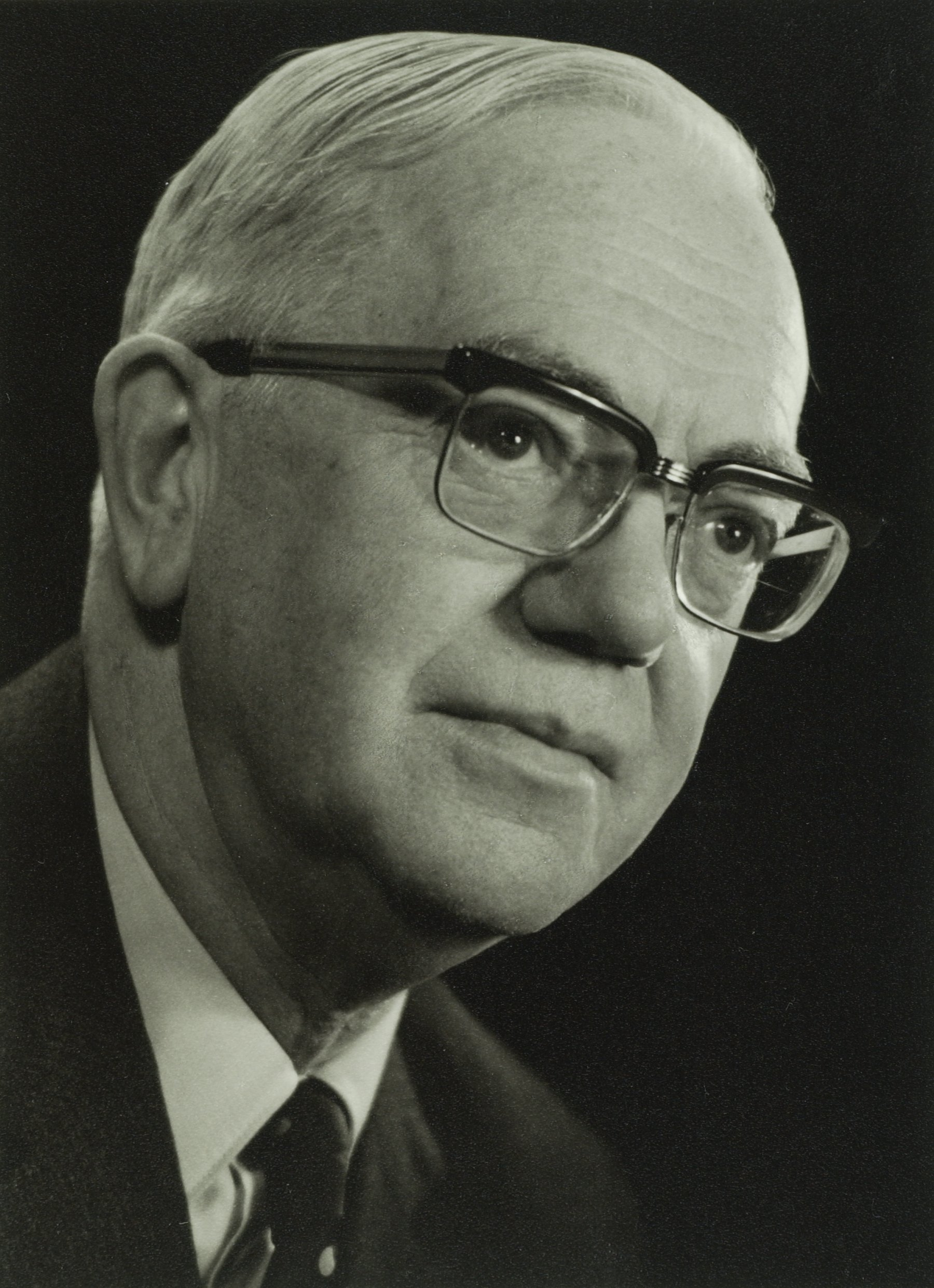
Wim van Liemt (1967)

Wilhelmus Johannes Barthomoleus Maria Josephus (Wim) van Liemt (Haarlem, 25 maart 1908 – Haarlem, 14 november 1992) was langdurig wethouder in Haarlem en van invloed op het herstel van de stad na de Tweede Wereldoorlog (wederopbouw). Tijdens die oorlog verrichtte hij niet nader gespecificeerd werk voor het verzet en had zitting in de plaatselijke voedselcommissie. 
Hij was zoon van Johanna Maria Dolmans en winkelier Wilhelmus Bartholomeus van Liemt. Vader was wethouder tussen 1931 en 1941 en voorzitter van Haarlems Bloei. Hijzelf was getrouwd met Thouddy Hoogeveen. Zoon Edward van Liemt was de schrijver van vergelijkingsgids Reis gerust prijsbewust, schreef voor Panorama en vermoedelijk ook een deel van de biografie van Koos Alberts (ghostwriter).
Zijn middelbare school doorliep hij aan het Triniteitslyceum. In plaats van te gaan studeren, ging hij werken bij Fetim van Frans Beerkens van Liemt. Wim van Liempt was er directeur toen het bedrijf van Haarlem verhuisde naar Amsterdam. Al in 1958 werd hij voor de Katholieke Volkspartij fractievoorzitter bij de katholieken in de Haarlemse Raad. Hij was daarbij contactpersoon bij allerlei instanties, zoals het Houtinstituut van TNO (bestuurslid), Katholieke Gezinszorg (voorzitter), Interparochieel Charitatief Centrum, Bond voor het gezin (voorzitter), Mariastichting (voorzitter), curatorium van Sancta Maria, Haarlems Bloei, de VVV Haarlem, Volksherstel Haarlem, Sint Elisabeth Gasthuis (regent) en Hofje van Loo. Functies als genoemde nam hij naan om na circa tien jaar ze weer neer te leggen. Dat gold ook voor zijn wethouderschap. Hij was vanaf 1965 wethouder volkshuisvesting en Economische Zaken, waaronder ook haven- en marktwezen. Hij was erbij toen de woonwijk Schalkwijk werd gebouwd (initiatief van zijn voorganger). In 1970 werd hij wethouder van Openbare Werken. Hij moest daarbij vaak overleggen tussen gemeente en het bedrijfsleven, zoals bij de inrichting van Bedrijventerrein Waarderpolder met de Waarderbrug. Met Openbare Werken kreeg hij te maken met het verleggen van verkeersstromen in de stad, zoals afsluiten Grote Markt en de bouw van parkeergarages. In die jaren streed hij ook voor de gebouwen onder toezicht van de Haarlemse monumentenzorg.
Voor zijn werkzaamheden was hij benoemd tot officier in de Orde van Oranje-Nassau en kreeg hij een legpenning van de stad Haarlem. Bovendien was hij ridder in de Orde van Sint-Gregorius de Grote. Hij werd naast zijn vrouw begraven op de rooms-katholieke begraafplaats Valkenburg in Heemstede.
Zij rouwadvertentie meldde Ick blyf getrou, Ick wyck nyet af.